# フルートと管弦楽のためのコンチェルティーノ (シャミナード)

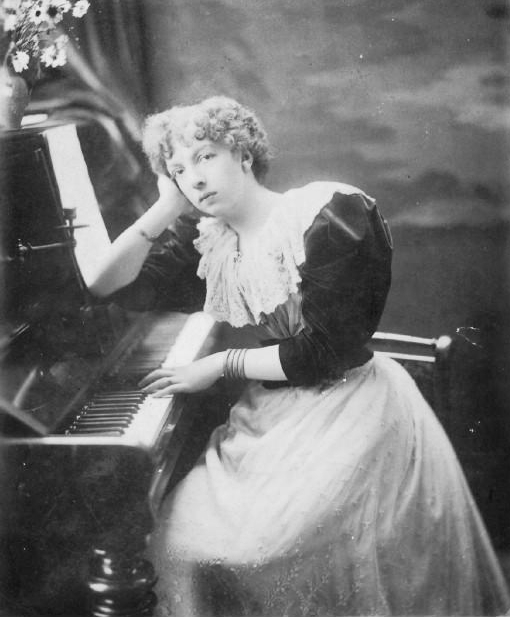
シャミナード

『フルートと管弦楽のためのコンチェルティーノ』（フルートとかんげんがくのためのコンチェルティーノ、フランス語: Concertino pour flûte et orchestre en ré majeur）作品ニ長調（作品107）は、フランスの作曲家セシル・シャミナードが1902年に作曲した一楽章のフルート協奏曲である。なお、本作はコンチェルティーノ（小協奏曲）というタイトルになっている。パリ音楽院からフルート科の修了コンクール課題曲として委嘱を受けて作曲されたもので、後にピアノ伴奏版が作曲された。シャミナードの曲の中ではよく知られており、フルートの曲としてはスタンダードなものとなっている。

## 楽曲
一楽章形式、モデラート ニ長調
ファゴット、チェロ、コントラバスによる2小節の前奏からソロ・フルートが現れ、優雅に第一主題を奏する。この主題はイ長調、変ロ長調となり、装飾を加え、次第に盛り上がり、トゥッティのオーケストラと共に改めてニ長調に戻り、オクターヴ上で高らかに歌い上げる。このトゥッティによる第一主題のこだまをピアニッシモで消えようとすると、ソロ・フルートはヴァイオリンのトレモロに乗って、第二主題を歌い出す。この第二主題の動機が、ソロ・フルートのオーケストラのオーボエやヴァイオリンとの間でやり取りされた後、ソロ・フルートが第二主題を表情豊かに奏され、中間部に入る。中間部はソロ・フルートによって分散和音や半音階による装飾的で華麗な走句がイ短調で展開される。オーケストラの弦がピッチカートで伴奏し、ソロ・フルートが2オクターヴの半音階を素晴らしいスピードで駆け登り、フォルティッシモで一段落つけると、これに代わってオーケストラは第一主題による楽句イ短調で、力強く奏し始め、この部分に展開部としての性格を与え、ソロ・フルートのカデンツァに入る。カデンツァは第一主題の旋律を用いた比較的短いもので、それはニ長調の再現部に接続して、再び優雅な第一主題をソロ・フルートに歌わせる。この主題が徐々に盛り上がって繰り返され、オーケストラがこれにフォルテで応えると曲は速度を速めてプレストとなり、分散和音やトリルなどで華やかな走句を綴るソロ・フルートは第一主題の断片を歌うオーケストラの間をぬって、この愛らしい曲を締めくくるニ長調のコーダへと駆け上がる。

## 編成
- 木管楽器：フルート2（持ち替えでピッコロ1）、オーボエ2、クラリネット2、ファゴット2
- 金管楽器：ホルン4、トロンボーン3、テューバ1
- 打楽器：ティンパニ
- 弦五部、ハープ

## 演奏時間
約8分。